# Anticurialismo
El anticurialismo fue una corriente filosófica y jurídica surgida en el Reino de Nápoles tras el Concilio de Trento y que defendía la independencia del Estado frente a la Iglesia. Surgió como reacción al propósito de los virreyes de implantar el tribunal eclesiástico de la Inquisición, rechazado tanto por la aristocracia local como por la población napolitana. Esta resistencia a la intervención de la Iglesia en los asuntos del Estado perduró durante los siglos XVII y XVIII, hasta la implantación del Estado moderno.
El anticurialismo consideraba incompatibles los poderes que quería arrogarse los eclesiásticos con los derechos del rey y del estado. Esta oposición napolitana (cuya primera rebelión surgió en 1547, en tiempos del virrey Pedro de Toledo), hizo que el virrey Per Afán de Ribera y Portocarrero asumiera sus ideas, pero fue desautorizado por el papa Pío V.
Las doctrinas anticurialistas fueron compartidas también por filósofos, historiadores y economistas, como Pietro Giannone, Costantino Grimaldi y Antonio Genovesi, así como por muchos obispos católicos. Estas ideas conectaron con las filosóficas del cartesianismo y del atomismo de Tommaso Cornelio, y también con las de las corrientes jansenistas, regalistas y jurisdiccionalistas vigentes durante la República Napolitana de 1799.